# Núcleo Museológico do Sal

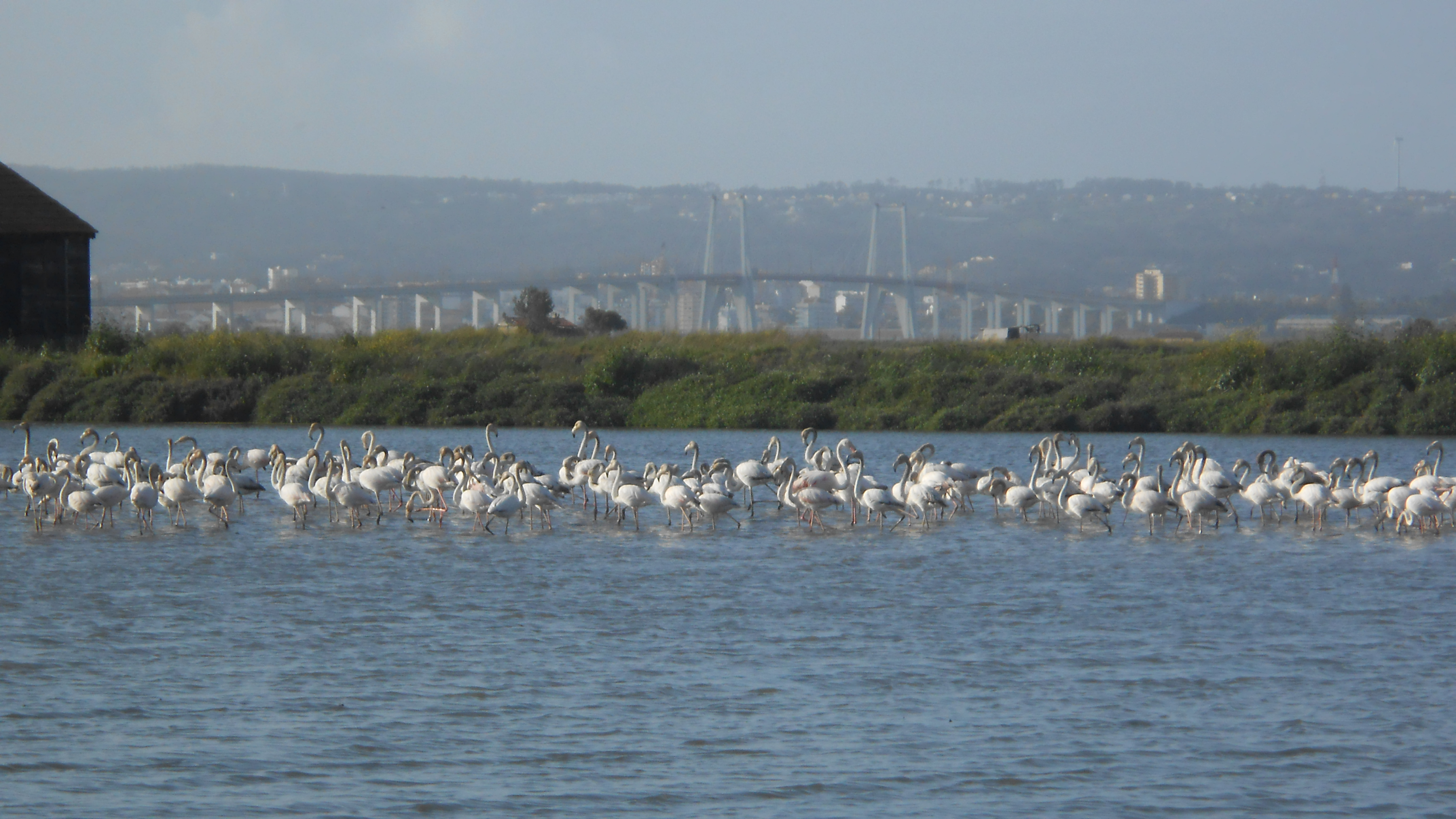
Flamingokolonie im Núcleo Museológico do Sal, im Hintergrund die Ponte Edgar Cardoso.

Der Núcleo Museológico do Sal ist ein Salzmuseum und eine Saline im portugiesischen Seebad Figueira da Foz, im Ortsteil Armazéns de Lavos der Gemeinde Lavos. Es gehört zur kommunalen Schutzzone (Imóvel de Interesse Municipal) mit der amtlichen Bezeichnung Salina do Corredor da Cobra, incluindo o Armazém de Sal e o Núcleo Museológico do Sal (Portugiesisch für: Saline des Corredor da Cobra, beinhaltend die Lagerhäuser Armazém de Sal und die Museumszweigstelle Núcleo Museológico do Sal).
Das Museum ist eine Zweigstelle des städtischen Museums Museu Municipal Santos Rocha und gehört zur Europäischen Route der Industriekultur.
Während in einem Teil des Gebietes des Corredor da Cobra heute Fische gezüchtet und kleine private Salinen geführt werden, ist das Gebiet des Museums vor allem von den Lehrpfaden des Museums erschlossen und zieht daneben auch Wanderer und Freunde der Vogelbeobachtung an, die hier neben saisonalen Zugvögeln viele heimische Vögel beobachten können, darunter eine Kolonie dauerhaft hier lebender Flamingos. Auch Bootsausflüge vom Hafen von Figueira aus werden durchgeführt. Dazu führen regionale und lokale Wanderwege durch das Freilichtmuseum.
In einem Besucherzentrum am Eingang, in einem renovierten alten Lagerhaus untergebracht, stehen eine Dauerausstellung und ein kleiner Museumsshop den Gästen offen.

## Lage

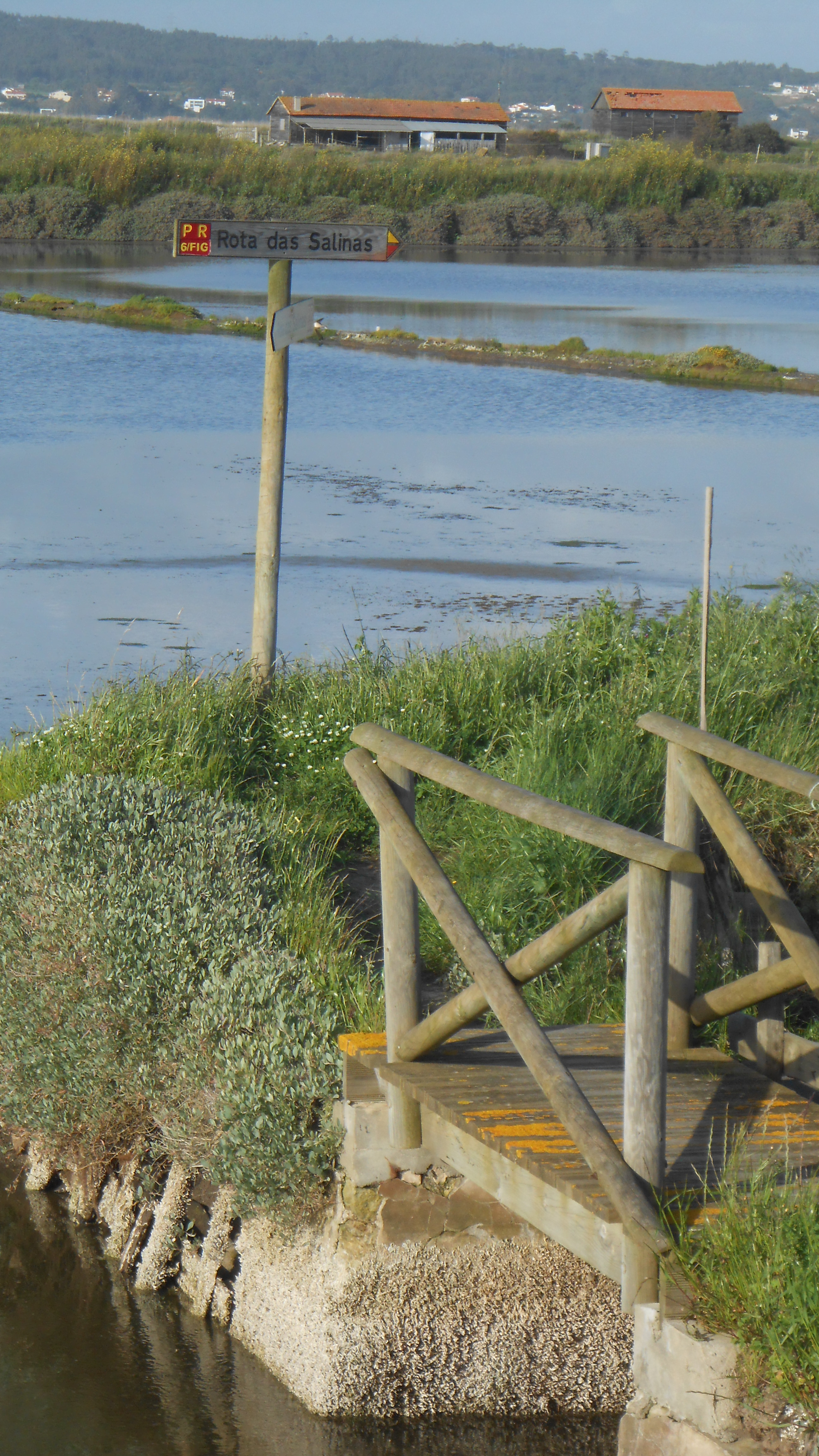
Wanderwege und Beschilderung im Núcleo Museológico do Sal.

Die Saline liegt am Südufer des Mondego, in Lavos, einer Gemeinde des Kreises Figueira da Foz im Distrikt Coimbra.

## Geschichte
Die Salzgärten an der Mündung des Mondego werden mindestens seit dem 11. Jahrhundert betrieben. Lange wurde hier Salz vor allem für den Bacalhau gewonnen, der hier vor Ort in Betrieben zur Trocknung und Einsalzung von Kabeljau bzw. zur Versorgung der hiesigen Fischer benötigt wurde.
Zur Sicherung des langsam aussterbenden Salzbaus erwarb die Stadtverwaltung von Figueira da Foz im Jahr 2000 einen Teil der traditionellen Salzgärten. Seither wurde ein Salinen-Freilichtmuseum angelegt und kommunale Wanderwege durch das Gebiet geführt. Ein Besucherzentrum mit Dauerausstellung wurde eingerichtet und das Museum am 17. August 2007 eröffnet.
2020 erfolgte eine Anerkennung als kommunal geschütztes Kulturgut. Ein Antrag auf Anerkennung einer nationalen Schutzkategorie wurde 2021 abgelehnt, so dass es weiter ein kommunales Schutzgebiet geblieben ist (Stand 2023).